# Gian Francesco de Majo
Gian Francesco de Majo zvaný Ciccio (24. března 1732 Neapol – 17. listopadu 1770 tamtéž) byl italský skladatel .

## Život
Hudbu začal studovat u svého otce, hudebního skladatelem Giuseppe de Majo a později u svého strýce Gennaro Manna a prastrýce Francesca Fea. Již ve třinácti letech vystupoval jako druhý cembalista u dvorního divadla a v roce 1747 se stal tzv. nadpočetným varhaníkem královské kaple bez nároku na plat. Po smrti prvního varhaníka kaple Pietra Filippa Scarlattiho začal dostávat plat jednoho dukátu měsíčně. Teprve v roce 1758 byl řádně jmenován druhým varhaníkem a jeho plat se zvýšil na osm dukátů. Kromě toho působil v kapli jako skladatel chrámové hudby.
7. února 1759 měla v Parmě premiéru jeho první opera Ricimero, re dei goti (Ricimero, král Gótů). Téhož roku byla uvedena také v Římě a podle svědectví Carla Goldoniho zaznamenala velký úspěch. Následovalo několik oper, které byly úspěšně uvedeny na scénách severní Itálie. V té době se také setkal s proslulým učencem a hudebním teoretikem Giovannim Battistou Martinim.
V únoru 1764 odešel do Vídně, aby zkomponoval dílo na oslavu císařské korunovace Josefa II. a ještě v témže roce uvedl v Mannheimu operu Ifigenie na Tauridě. Koncem roku 1765 se vrátil do Itálie a pokračoval v práci varhaníka královské kaple, aby v roce 1767 vystřídal svého otce ve funkci hlavního kapelníka (maestro di capella).
V roce 1760 onemocněl tuberkulózou. Jeho zdraví se rychle zhoršovalo. Byl pověřen, aby na oslavu narozenin královny Marie Karolíny zkomponoval operu Eumenés na text Apostola Zena. Podařilo se mu dokončit pouze 1. jednání. Zemřel 17. listopadu 1770. Dílo pak dokončili skladatelé Giacomo Insanguine a Pasquale Errichelli.

## Opery
- Ricimero, re dei goti (opera seria, libreto Pietro Pariati a Apostolo Zeno, 1759, Parma)
- Cajo Fabrizio (opera seria, libreto Apostolo Zeno, 1760, Neapol)
- Almeria (opera seria, libreto Marco Coltellini, 1761, Livorno)
- Artaserse (opera seria, libreto Pietro Metastasio, 1762, Benátky)
- Catone in Utica (opera seria, libreto Pietro Metastasio, 1763, Turín)
- Demofoonte (opera seria, libreto Pietro Metastasio, 1763, Řím)
- Alcide negli orti esperidi (opera seria, libreto Marco Coltellini, 1764, Vienna)
- Ifigenia in Tauride (opera seria, libreto Mattia Verazi, 1764, Mannheim)
- Montezuma (opera seria, libreto Vittorio Amedeo Cigna-Santi, 1765, Turín)
- La constancia dichosa (opera seria, libreto L. Fontana, 1765, Madrid)
- Alessandro (nell'Indie) (opera seria, libreto Mattia Verazi, 1765, Mannheim)
- Antigono (opera seria, libreto Pietro Metastasio, 1767, Benátky)
- Antigona (opera seria, libreto Gaetano Roccaforte, 1768, Řím)
- Ipermestra (opera seria, libreto Pietro Metastasio, 1768, Neapol)
- Adriano in Siria (opera seria, libreto Pietro Metastasio, 1769, Řím)
- Didone abbandonata (opera seria, libreto Pietro Metastasio, 1770, Benátky)
- Eumene (opera seria – 1. jednání, libreto Apostolo Zeno, 1771, Neapol)

Nejisté autorství
- Ifigenia in Aulide (opera seria, libreto Apostolo Zeno, 1762, Neapol)
- Ezio (opera seria, libreto Pietro Metastasio, 1769, Benátky)
- Ulisse (opera seria, 1769, Řím)
- L'eroe cinese (opera seria, libreto Pietro Metastasio, 1770, Neapol)